# Sirdija
Sirdija (izvirno srbsko Сирдија) je naselje v Srbiji, ki upravno spada pod Občino Osečina; slednja pa je del Kolubarskega upravnega okraja.
- Sirdija - panorama
- Sirdija - panorama
- Sirdija - panorama
- Sirdija - panorama
- Sirdija - panorama
- Sirdija - panorama
- Sirdija - panorama

## Demografija
V naselju, katerega izvirno (srbsko-cirilično) ime je Сирдија, živi 283 polnoletnih prebivalcev, pri čemer je njihova povprečna starost 49,2 let (46,3 pri moških in 52,2 pri ženskah). Naselje ima 120 gospodinjstev, pri čemer je povprečno število članov na gospodinjstvo 2,75.
To naselje je popolnoma srbsko (glede na rezultate popisa iz leta 2002), a v času zadnjih treh popisov je opazno zmanjšanje števila prebivalcev.
|  |

| Demografija | Demografija     | Demografija     |
| Leto        | Št. prebivalcev | Št. prebivalcev |
| ----------- | --------------- | --------------- |
|             |                 |                 |
|             |                 |                 |
|             |                 |                 |
|             |                 |                 |
| 1948        | 739             |                 |
| 1953        | 791             |                 |
| 1961        | 705             |                 |
| 1971        | 638             |                 |
| 1981        | 530             |                 |
| 1991        | 421             | 413             |
| 2002        | 349             | 330             |
|             |                 |                 |

| Etnična sestava po popisu iz leta 2002 | Etnična sestava po popisu iz leta 2002 | Etnična sestava po popisu iz leta 2002 | Etnična sestava po popisu iz leta 2002 | Etnična sestava po popisu iz leta 2002 |
| -------------------------------------- | -------------------------------------- | -------------------------------------- | -------------------------------------- | -------------------------------------- |
| Srbi                                   | Srbi                                   |                                        | 330                                    | 100,0%                                 |
| Neznano                                | Neznano                                |                                        | 0                                      | 0,0%                                   |